# Vic Toweel
Victor Anthony Toweel, detto Vic (Benoni, 12 gennaio 1928 – Sydney, 15 agosto 2008), è stato un pugile sudafricano, campione del mondo dei pesi gallo (1950-1952).

## Biografia
Secondo di sei fratelli, Vic Toweel nasce in Sudafrica da una famiglia di origine libanese. Inizia da ragazzo l'attività di scultore ma ha una grande passione per la boxe, come il resto della famiglia. 

### Dilettante
Apprende assieme ai fratelli Jimmy, Victor, Fraser, Willie e Allan Toweel i primi rudimenti del pugilato dal padre Mike e inizia così la carriera pugilistica. In un Sudafrica dove è stato da poco introdotto l'apartheid ed in base al quale esistono titoli distinti per bianchi e neri, i Toweel sono inseriti tra i bianchi, pur non essendo di origine europea.
Da dilettante Vic Toweel ha una carriera strepitosa, vincendo 188 incontri e riportando solo due sconfitte. Selezionato per la squadra olimpica di pugilato sudafricana ai Giochi di Londra 1948 viene però eliminato al primo turno dall'argentino Arnoldo Pares per decisione non unanime. Non alto, combatte prevalentemente nei pesi gallo; è tenace ed aggressivo, guadagnandosi tra gli svariati soprannomi quello di Henry Armstrong bianco.

### Professionista
Al ritorno dalla olimpiadi Toweel diventa professionista, esordendo al Wembley Stadium di Johannesburg il 29 gennaio 1949  e vincendo per KO alla seconda ripresa contro il connazionale Johannes Landman. Da quel momento infila altri 12 successi consecutivi, vincendo la corona sudafricana dei gallo e dei piuma e culminando la sua scalata con la conquista del titolo dei piuma del Commonwealth britannico, l'8 aprile 1950 sempre a Johannesburg, contro il franco-canadese Fernando Gagnon.

### Campione del mondo
Toweel sconta la fama di un pugile forte ma con uno scarso peso internazionale, non avendo ancora combattuto fuori dal Sudafrica (lo farà solo due volte nella carriera). Il 31 maggio 1950 però il navigato Manuel Ortiz, campione del mondo dei pesi gallo in carica, accetta la sfida dell'ancora ventiduenne Toweel. Tutti i pronostici sono a favore dello statunitense di origine messicana ma a Johannesburg, di fronte a 20.000 spettatori, Toweel vince ai punti e conquista la cintura mondiale dei gallo. Questo incontro ottiene la menzione nei Ring Magazine upsets of the year per il verdetto più imprevisto del 1950.
Toweel continua a mietere successi. Batte a Johannesburg l'italiano Alvaro Nuvoloni (senza titolo in palio) e poi difende vittoriosamente il titolo mondiale contro il britannico Danny O'Sullivan, mettendolo KO alla decima ripresa dopo averlo mandato al tappeto per ben 14 volte. Conserva ancora il titolo nuovo contro il catalano campione d'Europa Luis Perez Romero e quindi contro lo scozzese e futuro campione d'Europa Peter Keenan.
Combatte per la prima volta, senza titolo in palio, fuori da Sudafrica, a Salisbury nell'attuale Zimbabwe e ottiene un pareggio contro il franco-marocchino Georges Mousse che già aveva sconfitto e che tornerà successivamente a battere.
Il 15 novembre 1952 al Rand Stadium di Johannesburg, Toweel affronta l'australiano Jimmy Carruthers davanti a 28.000 spettatori e perde per la prima volta nella sua carriera. La sconfitta è pesante perché avviene per KO alla prima ripresa e con questa se ne vanno sia il titolo mondiale che quello del Commonwealth. La rivincita si tiene di nuovo al Rand Stadium il 21 marzo 1953, davanti a 35.000 spettatori, ma è ancora l'australiano a prevalere, per KO alla decima ripresa.

### I problemi fisici e il ritiro
Dopo questo incontro il sudafricano subisce un delicato intervento agli occhi a Londra. Torna sul quadrato l'11 dicembre 1953 superando l'ex campione europeo dei pesi piuma Ronnie Clayton. Viene poi sconfitto a Brooklyn dall'italoamericano Carmelo Costa nel secondo ed ultimo incontro da lui sostenuto fuori dal Sudafrica. Chiude con la boxe a soli 26 anni vincendo, il 6 novembre 1954, a Johannesburg, contro il peso leggero Harry Walker, che già aveva combattuto contro suo fratello Jimmy Toweel, ex campione sudafricano dei leggeri.
Il ritiro di Vic avviene qualche mese dopo l'esordio tra i professionisti del fratello più giovane, Willie Toweel, già medaglia di bronzo nel 1952 a Helsinki e che successivamente sarà campione sudafricano e del Commonwealth nonché sfidante del titolo mondiale dei pesi gallo.
Dopo il ritiro, Toweel va a vivere in Australia dove viene a mancare all'età di 80 anni.